# Martin Stošek
Martin Stošek (4 de enero de 1994) es un deportista checo que compite en ciclismo en las modalidades de montaña (campo a través) y grava.
Ganó dos medallas en el Campeonato Mundial de Ciclismo de Montaña en Maratón, en los años 2020 y 2023, y una medalla de bronce en el Campeonato Europeo de Ciclismo de Montaña en Maratón de 2021. Además, obtuvo una medalla de oro en el Campeonato Europeo de Ciclismo en Grava de 2024.

## Medallero internacional
| Campeonato Mundial | Campeonato Mundial    | Campeonato Mundial | Campeonato Mundial |
| Año                | Lugar                 | Medalla            | Competición        |
| ------------------ | --------------------- | ------------------ | ------------------ |
| 2020               | Sakarya (Turquía)     | Medalla de bronce  | Campo a través     |
| 2023               | Glasgow (Reino Unido) | Medalla de plata   | Campo a través     |
| Campeonato Europeo |                       |                    |                    |
| Año                | Lugar                 | Medalla            | Competición        |
| 2021               | Evolène (Suiza)       | Medalla de bronce  | Campo a través     |

| Campeonato Europeo | Campeonato Europeo | Campeonato Europeo | Campeonato Europeo |
| Año                | Lugar              | Medalla            | Competición        |
| ------------------ | ------------------ | ------------------ | ------------------ |
| 2024               | Asiago (Italia)    | Medalla de oro     | Individual         |